# Sebekhotep VII
Merkaura Sebekhotep, o Sebekhotep VII, fue un faraón de la dinastía XIII de Egipto, que gobernó de c. 1633 a 1631 a. C.
Su nombre, Merka... Sebek...ja, está inscrito en un fragmento del Canon Real de Turín, en el registro VII, 8, indicando que reinó dos años. Después de este soberano, en el Canon Real faltan los fragmentos de, al menos, cuatro nombres e incluso el resto de la columna VII no es de fácil lectura e interpretación.
Como su predecesor, Seuadykara Hori, este soberano podría ser contemporáneo y lacayo de Mersejemra Ined, que gobernaría desde Tebas sobre parte del Alto Egipto. 
A pesar de eso, la situación de Egipto en esta fase histórica puede sintetizarse con suficiente seguridad. Toda la parte del Medio y Bajo Egipto está bajo control directo de los soberanos de dinastía XV, de Avaris, los gobernantes semíticos llamados hicsos, y de gobernadores de la dinastía XVI; o indirecto de los últimos soberanos de la dinastía XIV. Es posible que incluso los gobernantes del Alto Egipto (los últimos soberanos de la dinastía XIII y primeros soberanos de la dinastía XVII) sean tributarios de los citados Grandes Hicsos (dinastía XV) e incluso que surgieran manifestaciones de división interna.

## Testimonios de su época
- Su nombre figura en el Canon Real de Turín y la Lista Real de Karnak.
- Inscrito en el sello n.º UC16591 del Museo Petrie.
- Dos estatuas de Karnak.[2]

## Titulatura
| Titulatura | Jeroglífico | Transliteración (transcripción) - traducción - (referencias) |

| N5 | U6 | D28 | D28 | D28 |

| N5 | U6 | D28 | D28 | D28 |

| N5 | U6 | D28 | D28 | D28 |

| N5 | U6 | D28 | D28 | D28 |

| N5 | U6 | D28 | D28 | D28 |

| N5 | U6 | D28 | D28 | D28 |

| N5 | U6 | D28 | D28 | D28 |

| N5 | U6 | D28 | D28 | D28 |

| N5 | U6 | D28 | D28 | D28 |

| N5 | U6 | D28 | D28 | D28 |

| N5 | U6 | D28 | D28 | D28 |

| N5 | U6 | D28 | D28 | D28 |

| N5 | U6 | D28 | D28 | D28 |

| N5 | U6 | D28 | D28 | D28 |

| N5 | U6 | D28 | D28 | D28 |

| N5 | U6 | D28 | D28 | D28 |

| N5 | U6 | D28 · Z2s |

| N5 | U6 | D28 · Z2s |

| N5 | U6 | D28 · Z2s |

| N5 | U6 | D28 · Z2s |

| N5 | U6 | D28 · Z2s |

| N5 | U6 | D28 · Z2s |

| N5 | U6 | D28 · Z2s |

| N5 | U6 | D28 · Z2s |

| N5 | U6 | D28 · Z2s |

| N5 | U6 | D28 · Z2s |

| N5 | U6 | D28 · Z2s |

| N5 | U6 | D28 · Z2s |

| N5 | U6 | D28 · Z2s |

| N5 | U6 | D28 · Z2s |

| N5 | U6 | D28 · Z2s |

| N5 | U6 | D28 · Z2s |

| HASH | U6 | HASH | D28 · Z1 | N28 · I5A | HASH |

| HASH | U6 | HASH | D28 · Z1 | N28 · I5A | HASH |

| HASH | U6 | HASH | D28 · Z1 | N28 · I5A | HASH |

| HASH | U6 | HASH | D28 · Z1 | N28 · I5A | HASH |

| HASH | U6 | HASH | D28 · Z1 | N28 · I5A | HASH |

| HASH | U6 | HASH | D28 · Z1 | N28 · I5A | HASH |

| HASH | U6 | HASH | D28 · Z1 | N28 · I5A | HASH |

| HASH | U6 | HASH | D28 · Z1 | N28 · I5A | HASH |

| HASH | U6 | HASH | D28 · Z1 | N28 · I5A | HASH |

| HASH | U6 | HASH | D28 · Z1 | N28 · I5A | HASH |

| HASH | U6 | HASH | D28 · Z1 | N28 · I5A | HASH |

| HASH | U6 | HASH | D28 · Z1 | N28 · I5A | HASH |

| HASH | U6 | HASH | D28 · Z1 | N28 · I5A | HASH |

| HASH | U6 | HASH | D28 · Z1 | N28 · I5A | HASH |

| HASH | U6 | HASH | D28 · Z1 | N28 · I5A | HASH |

| HASH | U6 | HASH | D28 · Z1 | N28 · I5A | HASH |

| I4 | R4 · t · p |

| I4 | R4 · t · p |

| I4 | R4 · t · p |

| I4 | R4 · t · p |

| I4 | R4 · t · p |

| I4 | R4 · t · p |

| I4 | R4 · t · p |

| I4 | R4 · t · p |

| I4 | R4 · t · p |

| I4 | R4 · t · p |

| I4 | R4 · t · p |

| I4 | R4 · t · p |

| I4 | R4 · t · p |

| I4 | R4 · t · p |

| I4 | R4 · t · p |

| I4 | R4 · t · p |